# Пріпічень-Резеші
Пріпічень-Резеші (рум. Pripiceni-Răzeși) — село у Резинському районі Молдови. Адміністративний центр однойменної комуни, до складу якої також входить село Пріпічень-Куркі.

## Населення
За даними перепису населення 2004 року у селі проживали 856 осіб.
Національний склад населення села:
| Національність   | Кількість осіб | Відсоток   |
| ---------------- | -------------- | ---------- |
| молдавани румуни | 852 2          | 99,5% 0,2% |
| українці         | 1              | 0,1%       |
| росіяни          | 1              | 0,1%       |
| Всього           | 856            | 100%       |